# Réflexions sur la peine capitale
Réflexions sur la peine capitale est un essai sur la peine de mort, datant d'avant son abolition en France, cosigné par les deux écrivains Albert Camus et Arthur Kœstler.

## Présentation et contenu
Ce livre est composé de trois parties : 
- Réflexions sur la potence par Arthur Koestler, traduit de l'anglais (Reflexions on hanging) ;
- Réflexions sur la guillotine par Albert Camus ;
- La Peine de mort en France, une introduction de Jean Bloch-Michel.

Il présente les réflexions philosophiques d'Albert Camus et d'Arthur Kœstler. Ce dernier avait en effet été condamné à mort puis acquitté, et a dirigé en 1955 une campagne nationale pour son abolition.
Arthur Kœstler a plutôt développé ses idées à partir du droit anglais, un « code sanglant » et son élaboration au fil du temps. Il nous plonge dans cette forme de folie des hommes, celle qu'il a lui-même vécue et qu'on trouve aussi dans Macbeth. 
Albert Camus sait que la peine de mort n'a aucun caractère dissuasif. « La peine capitale, écrit-il, ne saurait intimider d'abord celui qui ne sait pas qu'il va tuer, qui s'y décide en un moment et prépare son acte dans la fièvre ou l'idée fixe, ni celui qui, allant à un rendez-vous d'explication, emporte une arme pour effrayer l'infidèle ou l'adversaire et s'en sert alors qu'il ne voulait pas, ou ne croyait pas le vouloir. Elle ne saurait en un mot intimider l'homme jeté dans le crime comme on l'est dans le malheur. Autant dire alors qu'elle est impuissante dans la majorité des cas. » Rien en effet ne saurait expliquer l'acte de Meursault, pas même lui, et rien non plus n'aurait pu dissuader les deux femmes dans sa pièce Le Malentendu de renoncer à s'adonner à leurs crimes crapuleux.
Partant de son vécu, Camus défile tous les arguments des abolitionnistes. Il la montre telle qu'elle se pratique à l'intérieur des prisons, sans la présence du public, à la sauvette en quelque sorte; comme si la société avait honte de tels actes. Pour lui, c'est surtout la passion qui pousse au crime et la passion est imperméable à toute prise de conscience et peut faire oublier la peur de la peine de mort.

## Éditions
- Réflexions sur la peine capitale, Calmann-Lévy, coll. « Liberté de l'esprit », Paris, 1957, 245 p.
- Réflexions sur la peine capitale, éd. rev. et augm., Le Livre de poche (no 8345), coll. « Pluriel », Paris, 1979, 286 p.  (ISBN 2-253-02352-3)
- Réflexions sur la peine capitale, éd. rev. et augm., Pocket, coll. « Agora » (no 17), Paris, 1986, 286 p.  (ISBN 2-86917-020-3)
- Réflexions sur la peine capitale, éd. rev. et augm., Gallimard, coll. « Folio » (no 3609), Paris, 2002, 282 p.  (ISBN 2-07-041846-4)